# Kalophrynus limbooliati
Kalophrynus limbooliati es una especie de anfibio anuro de la familia Microhylidae.

## Distribución geográfica
Esta especie se encuentra en el sur de Malasia peninsular y Singapur.

## Etimología
Esta especie lleva el nombre en honor a Boo Liat Lim.

## Publicación original
- Matsui, Nishikawa, Belabut, Norhayati & Yong, 2012 : A new species of Kalophrynus (Amphibia, Anura, Miccrohylidae) from southern peninsular Malaysia. Zootaxa, n.º 3155, p. 38-46[3]